# Joseph A. Garcia

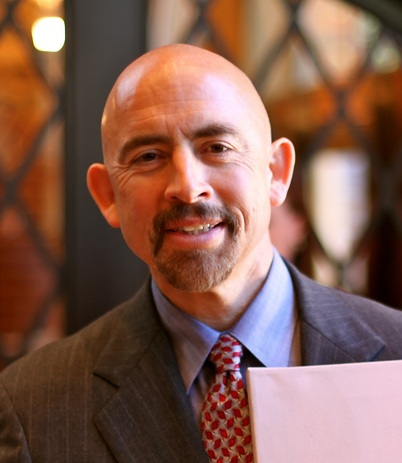
Joseph A. Garcia (2011)

 Joseph A. Garcia (* 21. März 1957 in Lafayette, Indiana) ist ein US-amerikanischer Politiker. Zwischen 2011 und 2016 war er Vizegouverneur des Bundesstaates Colorado.

## Werdegang
Joseph Garcia studierte bis 1979 an der University of Colorado in Boulder. Daran schloss sich bis 1983 ein Jurastudium an der Harvard University an. In den folgenden Jahren bekleidete er verschiedene Ämter im Bildungssektor und war Kurator mehrerer Bildungsanstalten. Zwischen 2001 und 2006 leitete er das Pikes Peak Community College; danach war er bis 2010 Präsident der Colorado State University in Pueblo.
Politisch schloss sich Garcia der Demokratischen Partei an. Im Jahr 2010 wurde er an der Seite von John Hickenlooper zum Vizegouverneur des Staates Colorado gewählt. Damit war er Stellvertreter des Gouverneurs. Im Jahr 2014 wurde er in eine zweite Amtszeit gewählt. Am 10. November 2015 kündigte er jedoch für das Jahr 2016 seinen Rücktritt von diesem Amt an. Zukünftig will er für die Western Interstate Commission for Higher Education. arbeiten. Im März 2016 hat Gouverneur Hickenlooper die Unternehmerin Donna Lynne als neue Vizegouverneurin vorgeschlagen. Diese wurde dann nach der Bestätigung durch die parlamentarischen Gremien dieses Bundesstaates seine Nachfolgerin im Amt des Vizegouverneurs.